# تسیمافانا
تسیمافانا (به لاتین: Tsimafana) یک منطقهٔ مسکونی در ماداگاسکار است که در بلنی تسیریبینا (ناحیه) واقع شده‌است. تسیمافانا ۹٬۰۰۰ نفر جمعیت دارد و ۹ متر بالاتر از سطح دریا واقع شده‌است.